# Wapotron
Wapotron (inaczej: lampa o chłodzeniu wrzeniowym) - próżniowa lampa elektronowa dużej mocy, chłodzona przez odparowanie cieczy. Jest lampą nadawczą wykorzystywaną zakresach fal od  kilometrowych do fal centymetrowych. Chłodzenie odbywa się w obwodzie zamkniętym – odparowana w parowniku  ciecz zabiera nadmiar ciepła z chłodzonego elementu,  następnie ulega skropleniu  w skraplaczu, by w końcu powrócić do parownika. Ten system chłodzenia nie wymaga uzupełniana zapasu cieczy (zazwyczaj wody), przez co jest prosty w budowie i eksploatacji.  